# این زن را به چنگ می‌آورم (فیلم ۱۹۴۰)
این زن را به چنگ می‌آورم (انگلیسی: I Take This Woman) فیلمی آمریکایی در سبک درام به کارگردانی دبلیو. اس. ون دایک، فرانک بورزیگی و جوزف فون اشترنبرگ است که در سال ۱۹۴۰ منتشر شد.

## بازیگران
- اسپنسر تریسی
- هدی لامار
- جک کارسون
- لوئیس کالهرن
- مارجوری ماین
- آینا کلر
- والتر پیجن
- فرانک پولیا
- پل کوانا
- فرنسیس دریک
- کنت تیلور
- لارین دی
- مونا بری
- وری تیسدیل
- بالدوین کوک
- هری واتسون